# Yuri Kovalchuk (pentatleta)
Yuri Kovalchuk (en ucraniano: Юрій Ковальчук; 2 de enero de 2002) es un deportista ucraniano que compite en pentatlón moderno. Ganó dos medallas en el Campeonato Europeo de Pentatlón Moderno de 2025, oro en la prueba individual y plata en el relevo.

## Medallero internacional
| Campeonato Europeo | Campeonato Europeo | Campeonato Europeo | Campeonato Europeo |
| Año                | Lugar              | Medalla            | Competición        |
| ------------------ | ------------------ | ------------------ | ------------------ |
| 2025               | Madrid (España)    | Medalla de oro     | Individual         |
| 2025               | Madrid (España)    | Medalla de plata   | Relevo             |